# Hang
För musikinstrumentet, se Hang (musikinstrument)

Principskiss över hur hangvindar uppstår

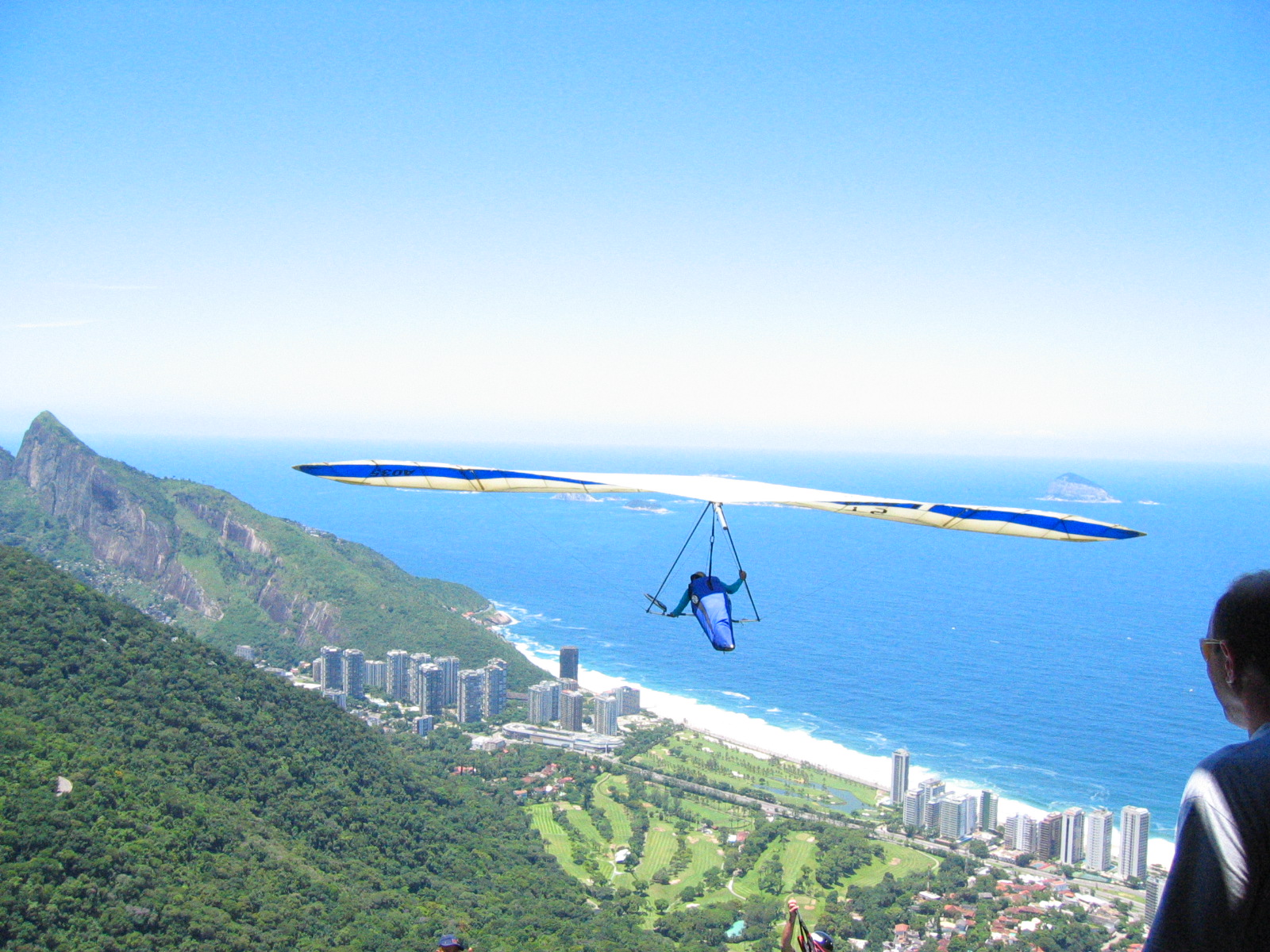
Ett hang vid São Conrado i Brasilien som används för hängflygning.

Hang kan avse en bergssluttning som ger uppvindar som används vid segelflyg och hängflygning. Hang kan även avse själva uppvinden som bildas vid sådana bergsluttningar. Vinden kan även refereras med begreppet hangvind. Hangvinden gör att segelflygare och hängflygare kan flyga längs hanget utan att tappa höjd.
Hang kan i överförd betydelse även användas för bergssluttningar som är lämpade för andra sporter, exempelvis slalomhang.